# كريد (عطور)
كريد هي دار عطور متخصصة ومتعددة. يقع مقرها الرئيسي في باريس، وقد كان تأسيسها الأول في إنجلترا كمنزل للخياطة في عام 1760 على يد جيمس هنري كريد.

## التاريخ المبكر
كريد هي دار عطور متخصصة لها متاجر في باريس ولندن ونيويورك وبيفرلي هيلز وسيدني ودبي مول والكويت وفيينا وميلانو وميامي بالإضافة إلى متاجر التجزئة الراقية في جميع أنحاء العالم. حيث كانوا يصنعون العطور في المنزل من قبل الأب جيمس كريد وابنه.
يتكون الجيل الحالي من اوليفير كريد وابنه إيروين كريد حيث يُنسب الفضل إلى اوليفر بإبتكاره (قرين ايريش تويد) و (ميليسيم امبريال) و (سيلفر ماونتن واتر) و (افينتوس).
اسس جيمس هنري كريد دار كريد في لندن عام 1760 كمؤسسة للخياطة، ومع ذلك، فإن أول دليل على وجود هذه الدار يعود إلى أواخر الستينيات أو أوائل السبعينيات. حيث صعدت الدار إلى الشهرة في منتصف القرن التاسع عشر تحت قيادة هنري كريد كخياط وصانع ملابس للكونت دورسي والملكة فيكتوريا والإمبراطورة أوجيني، أول عطر أطلق عليه اسم أوليفييه كريد كان عبارة عن ماء كولونيا تقليدي مع ماء مابعد الحلاقة.حيث كان تاريخ إطلاقه غير معروف، على الرغم من أن الزجاجات لا تزال متداولة.
في فبراير 2020، أعلنت مجموعة الأسهم الخاصة ببلاك روك أنها ستكون المستحوذ الأكبر لاسهم الشركة.

## الثقافة الشعبية
صرحت شركة كريد أنها ابتكرت عطورًا حصرية للمشاهير والشخصيات السياسية المعروفة. تم تسويق عطر الفيتيفر الخاص بالشركة لإحدى العائلات السياسية في أمريكا، وهي سلالة سياسية معروفة الآن في جميع أنحاء العالم في نشاطها وأسلوبها الذي لا تشوبه شائبة".

### النجاح الرئيسي
جاء النجاح الكبير الذي حققته كريد في منتصف الثمانينيات من القرن الماضي مع العطر الفوجير المنعش (قرين ايرش تويد) عام 1985، وهو عطر من تأليف العطار اوليفر كريد وتم تسجيل أول علامة تجارية لعطر كريد في عام 1979 في فرنسا.
تحفة كريد (افينتوس) حقق نجاحًا تجاريًا واسعاً، حيث صرح إيروين كريد أن شعبية افينتوس مكنت كريد من فتح أول متجر لها في نيويورك.

## قائمة العطور التي تم إصدارها
تدعي Creed أنها تصنع عطورًا حصرية لعملائها المميزين غير متوفرة للعامة وأن بعض هذه العطور يتم إصدارها لاحقًا للعامة. لا يتم بيع بعض العطور الموجودة في هذه القائمة حاليًا بواسطة كريد أو تجار التجزئة المعتمدين لأنه تم إيقافها، على سبيل المثال، اعتاد إصدار عطر قرين فالي أن يكون إصدارًا سائدًا ولكن لم يعد يباع بواسطة كريد. تدعي كريد أيضًا أنها تنوي إطلاق العطور التي ابتكرتها العائلة في الأجيال السابقة.